# Condado de Humboldt (California)
Humboldt es un condado en la costa noroeste de California, Estados Unidos, en el océano Pacífico. Según el censo de 2000, el condado tenía 126 518 habitantes. La sede del condado es Eureka.

## Geografía
Según la Oficina del Censo, el condado tiene un área total de 10 495 km² (4052 sq mi), de la cual 9253 km² (3572 sq mi) es tierra y 1243 km² (480 sq mi) (11.84%) es agua.
En el condado de Humboldt se encuentra el cabo Mendocino, el punto más occidental de California, con una longitud de 124 grados, 24 minutos y 30 segundos.

### Condados adyacentes
- Condado de Del Norte (norte)
- Condado de Siskiyou (noreste)
- Condado de Trinity (este)
- Condado de Mendocino (sur)

## Localidades

### Ciudades incorporadas
Arcata |
Blue Lake |
Eureka |
Ferndale |
Fortuna |
Río Dell |
Trinidad 

### Lugares designados por el censo
Alderpoint |
Bayview |
Big Lagoon |
Cutten |
Fieldbrook |
Fields Landing |
Garberville |
Humboldt Hill |
Hydesville |
Manila |
McKinleyville |
Miranda |
Myrtletown |
Myers Flat |
Phillipsville |
Pine Hills |
Redcrest |
Redway |
Samoa |
Scotia |
Shelter Cove |
Weott |
Westhaven-Moonstone |
Willow Creek 

## Demografía
Según la Oficina del Censo, en 2000, había 126 518 personas, 51 238 hogares, y 30 640 familias que residían en el condado. La densidad de población era de 14 personas por kilómetro cuadrado (35/sq mi). Había 55 912 viviendas en una densidad media de 6 por kilómetro cuadrado (16/sq mi²). La composición racial del condado era de 84.71% blancos, el 0.88% negros o afroamericanos, el 5.72% amerindios, el 1.65% asiáticos, 0.19% isleños del Pacífico, el 2.45% de otras razas, y el 4.39% de dos o más razas. El 6.49% de la población eran hispanos o latinos de cualquier raza.
En 2000 había 51 238 hogares de los cuales 28.50% tenían niños bajo la edad de 18 que vivían con ellos, el 43.10% eran parejas casadas viviendo juntas, el 11.80% tenían a una mujer divorciada como la cabeza de la familia y el 40.20% no eran familias. El 28.90% de todas las viviendas estaban compuestas por individuos y el 9.20% tenían a alguna persona anciana de 65 años de edad o más. El tamaño del hogar promedio era de 2.39 y el tamaño promedio de una familia era de 2.95.
En el condado la composición por edad era del 23.20% menores de 18 años, el 12.40% tenía entre 18 a 24 años, el 27.40% de 25 a 44, el 24.50% entre 45 a 64, y el 12.50% tenía 65 años de edad o más. La edad promedia era 36 años. Por cada 100 mujeres había 97.70 varones. Por cada 100 mujeres mayores de 18 años había 95.60 varones.
El ingreso promedio en 2000 para una vivienda en el condado era de $31 226, y la renta media para una familia era $39 370. Los varones tenían una renta media de $32 210 contra $23 942 para las mujeres. El ingreso per cápita del condado era de $17 203. Alrededor del 12.90% de las familias y del 19.50% de la población estaban por debajo del umbral de pobreza, el 22.50% eran menores de 18 años de edad y el 7.20% eran mayores de 65 años.

## Instituciones culturales y educativas
- Universidad Estatal de Humboldt
- College of the Redwoods
- The Heartwood Institute
- Dell'Arte School

## Puntos de interés
- Humboldt Botanical Garden
- Redwood Park and the Arcata community forest
- Arcata Wildlife Sanctuary
- Parques y playas de Humboldt
- Samoa Dunes
- Headwaters Forest
- Shelter Cove
- Lost Coast Trail
- Moonstone Beach
- Miranda town